# Auditorio

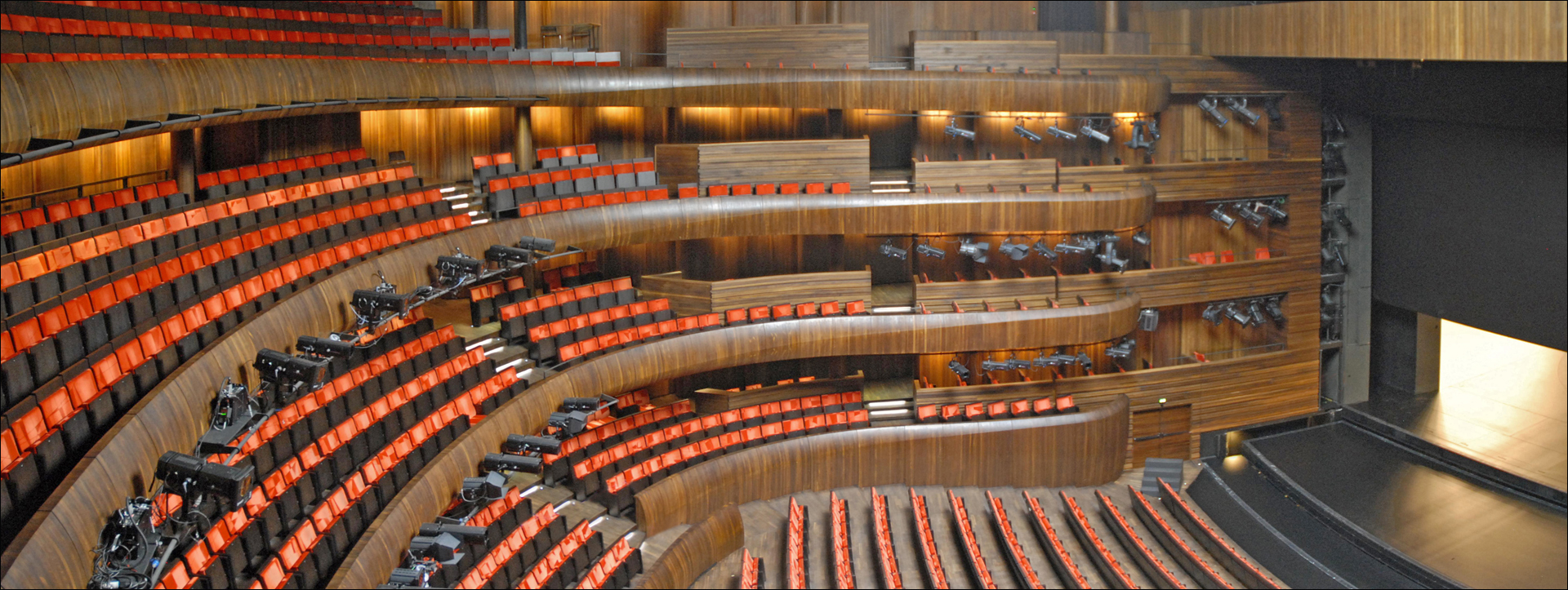
Auditorio de la Ópera de Oslo.

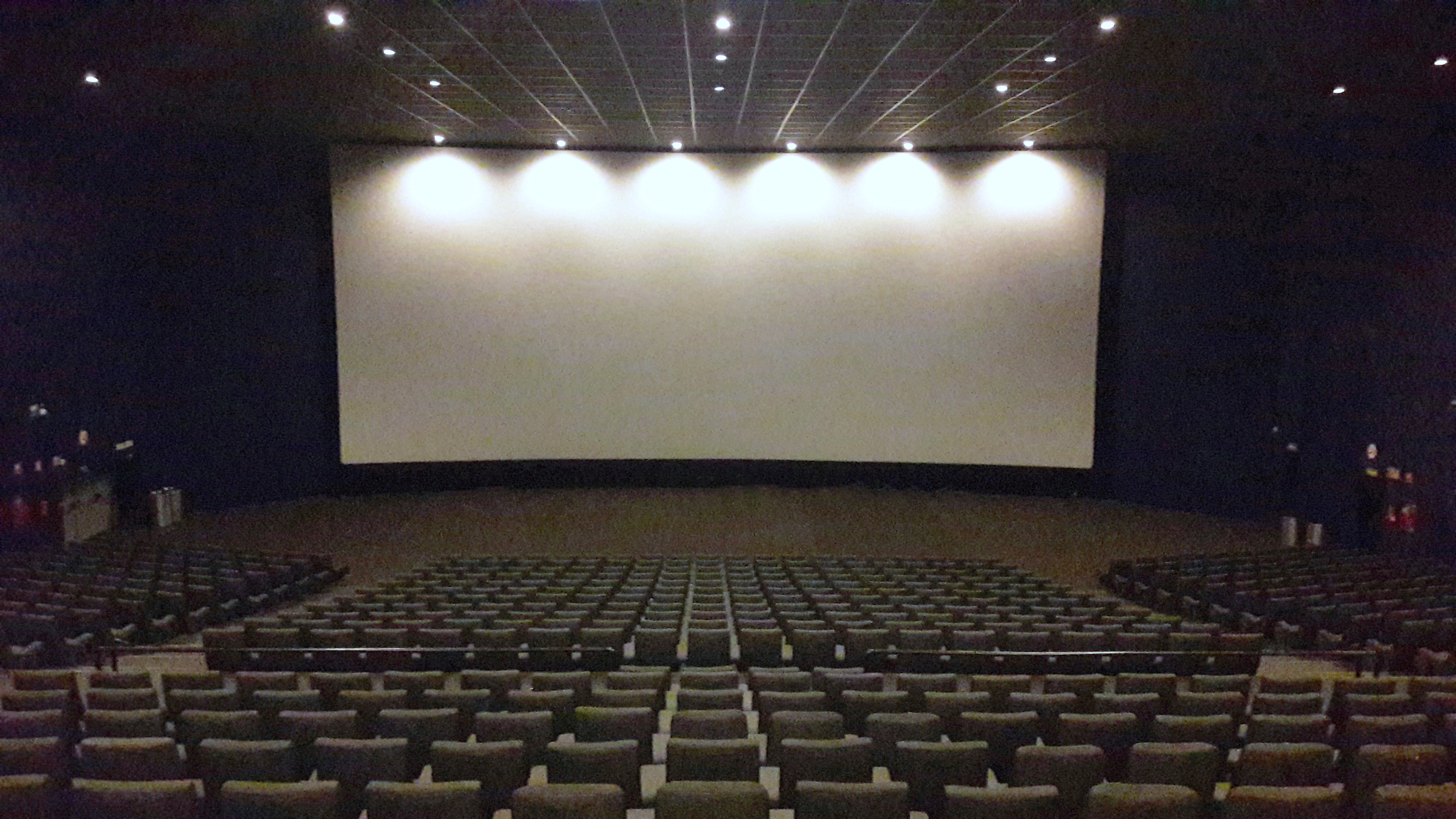
Sala de cine en Madrid.

En general, un auditorio (del latín auditorium, una serie de asientos puestos de manera semicircular en el anfiteatro romano) es el espacio dentro de un teatro, de un cine, de una sala de conciertos, de una escuela o universidad, o de cualquier otro espacio público (incluso al aire libre) al que asiste una audiencia (público) a escuchar y/u observar un evento o presentación cultural, o de temática educativa, política, social, o científica (espectáculo, concierto, película, obra de teatro, examen, recital, coloquio, lectura pública, performance, happening, fiesta, mitin, debate, conferencia, asamblea, etcétera). En el caso específico de los cines, el número de auditorios suele expresarse como el número de salas.
Por extensión, también se llama auditorio al grupo de personas que escucha o que observa una representación, es decir, el término también se aplica para hacer referencia a la audiencia.
En el ámbito teatral, es el edificio en el que el oponente está para verse de frente, y sin utilizar tantos servicios como escenario, tramoya, desahogos laterales, bodegas y talleres de escenografía. Lo necesario es una buena isóptica y acústica.

## Tipos

### Al aire libre
Por lo general, se localizan en las plazas públicas, parques y jardines; su función es dar al público un espacio donde realicen reuniones masivas, conciertos y otros eventos de carácter cívico y cultural.

### De educación
Se encuentran en instituciones educativas; se diseñan en función de los recursos económicos y del grado de enseñanza de la escuela, la capacidad de las butacas se calcula de acuerdo con el número o porcentaje de alumnos.

### Municipal, estatal y nacional
Se diferencian por la cantidad de espectadores y por su situación geográfica.

### Particular
Son espacios que se integran a determinado género de edificio, dan servicio a grupos pequeños de trabajadores, personal administrativo, directivos, visitantes, etcétera. 

## Zonas del auditorio

### Zona exterior
- plaza
- acceso (del público, personal, actores)
- estacionamiento y áreas verdes

### Zona administrativa
- acceso
- recepción y control
- sala de espera
- área secretarial
- cubículo del administrador
- contabilidad
- cubículo de producción
- sala de exposición y entrevistas
- estación de café y cuarto de aseo
- sanitarios

### Zona de butacas
- butacas
- pórtico y galería
- vestíbulo de acceso
- sala y gradería
- proscenio o foro
- control de iluminación y sonido
- caseta de proyección y bodega
- sanitarios

### Zona de camerinos
- control de actores y expositores
- camerinos individuales con baño
- camerino colectivo
- sanitarios colectivos
- bodega general
- sala de ensayos
- cuarto de calderas

### Zona de servicios generales
- andén de carga y descarga
- cuarto de máquinas
- bodega general
- área de empleados (casilleros, servicios sanitarios, regaderas y comedor)

## Galería

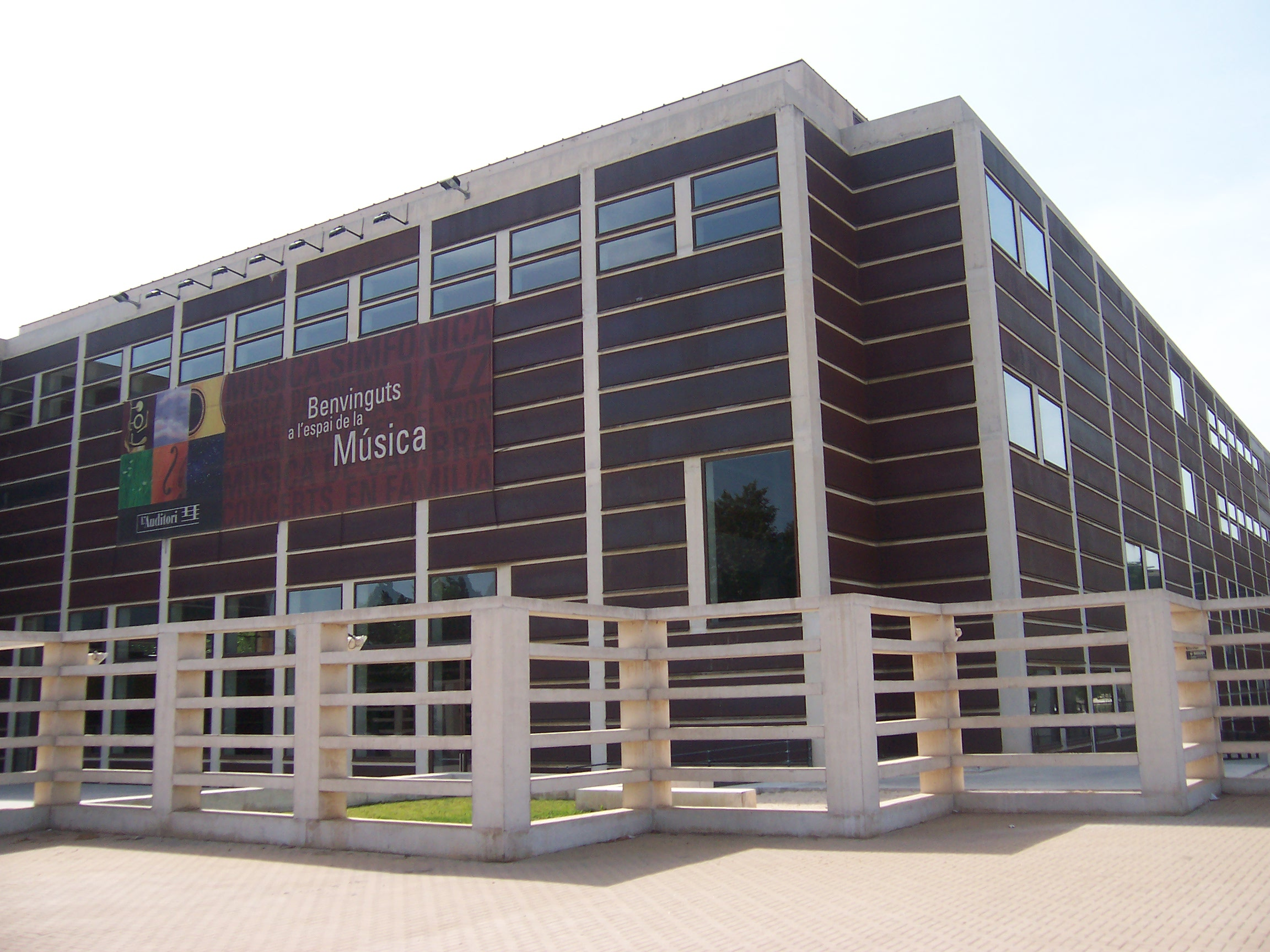
Auditorio de Barcelona
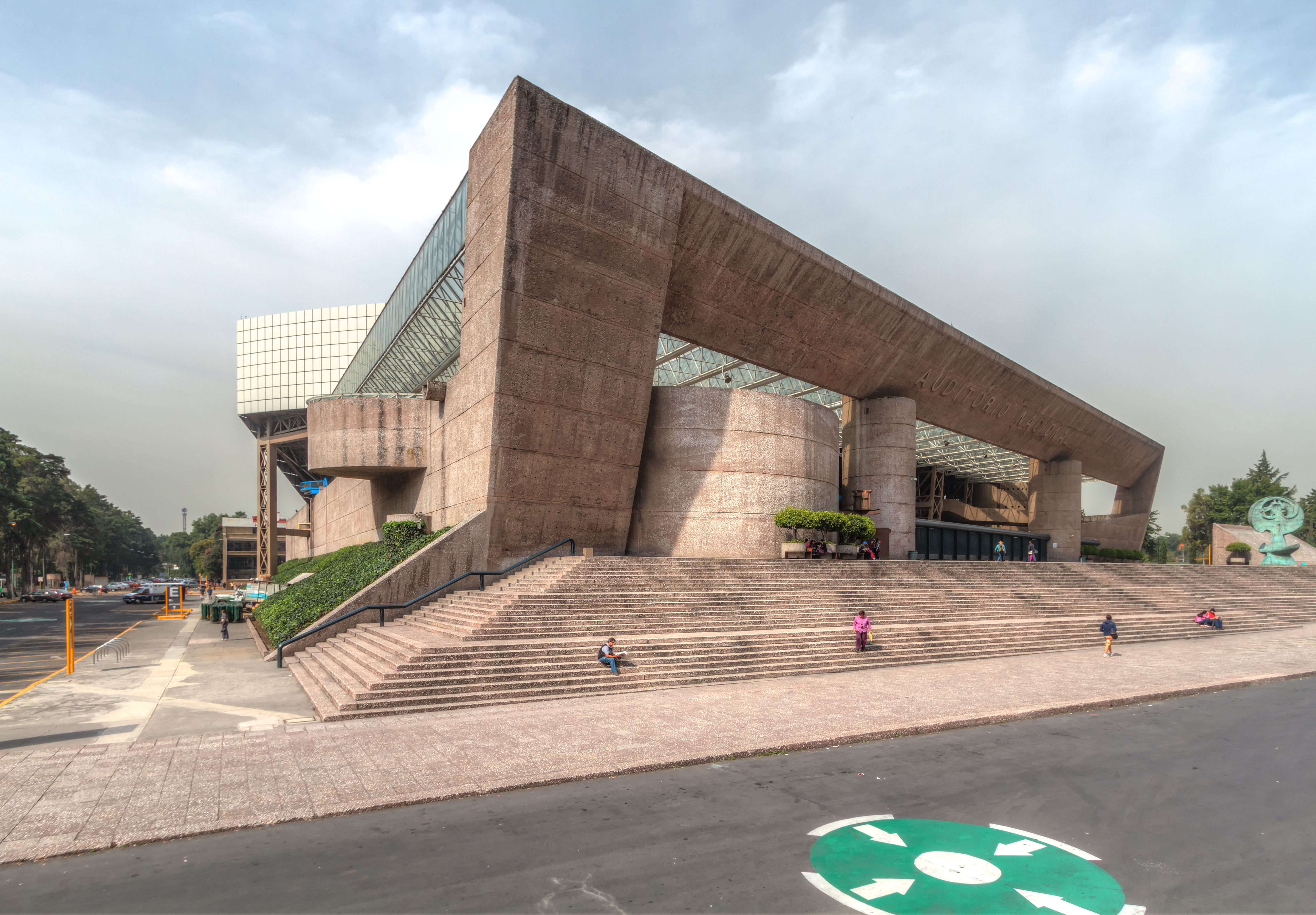
Auditorio Nacional (México)
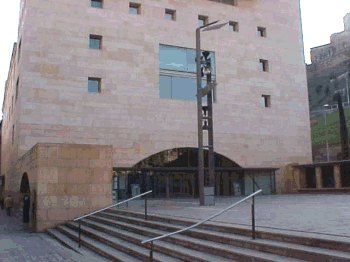
Auditorio Municipal Enric Granados
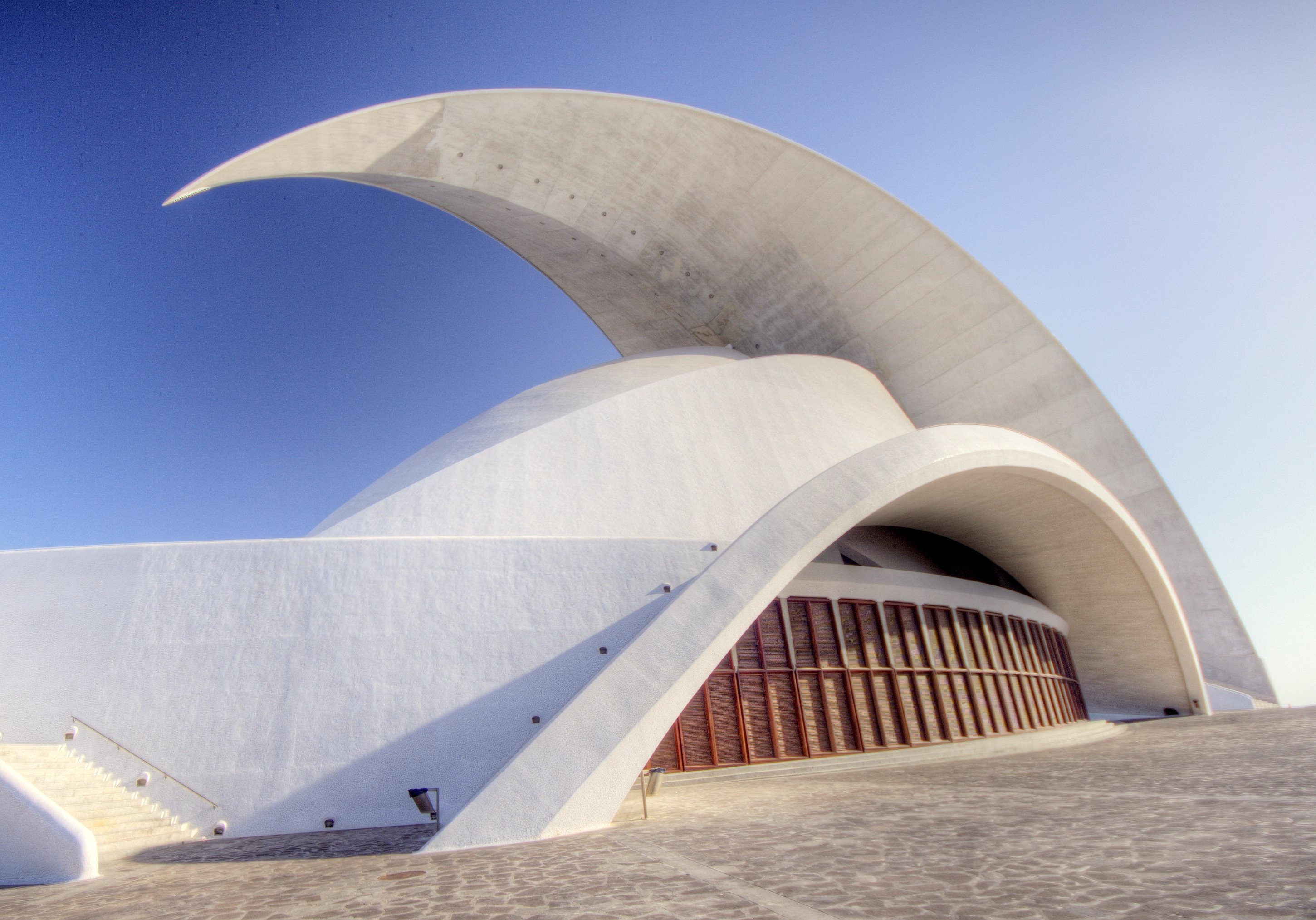
Auditorio de Tenerife
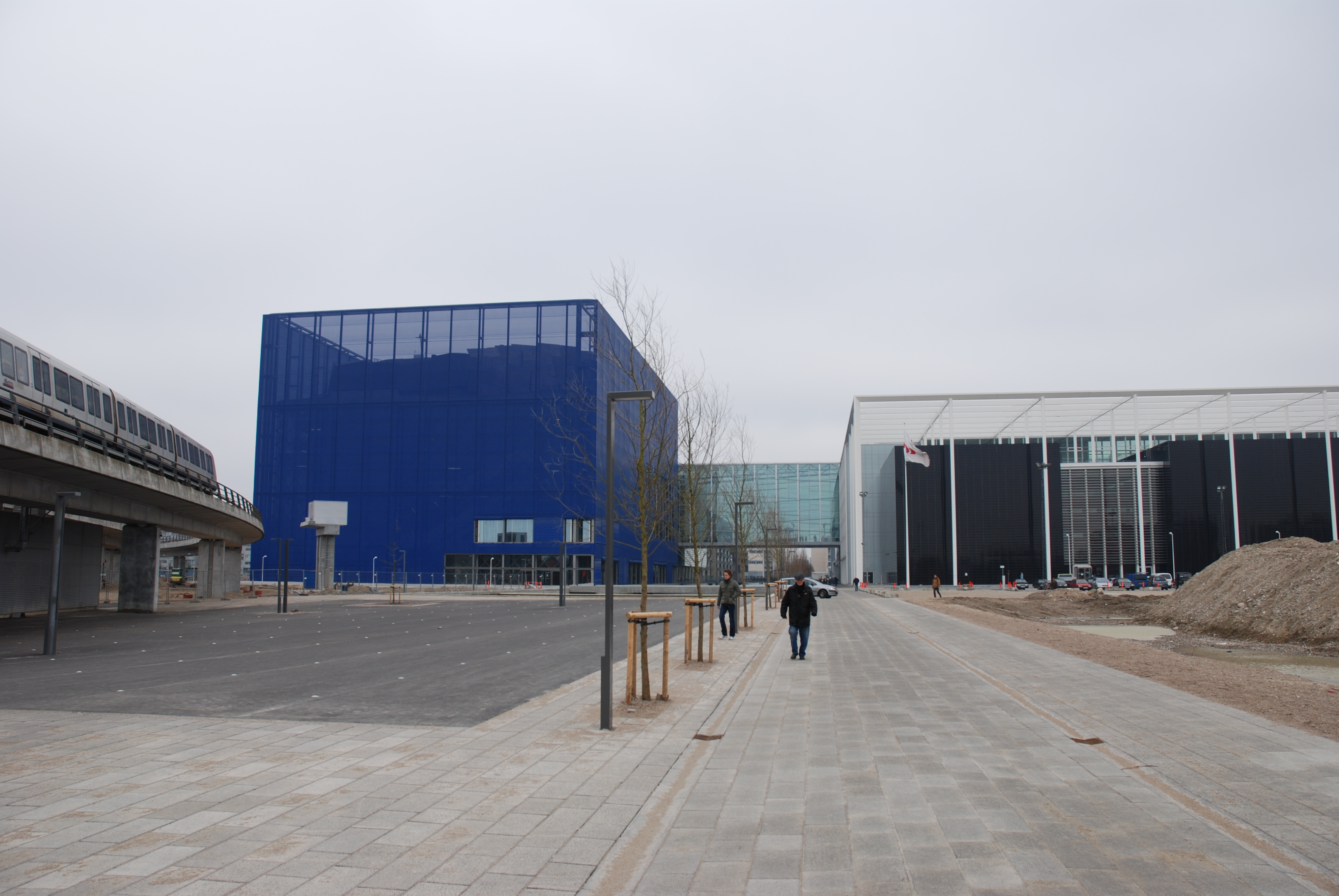
Koncerthuset (Copenhague)
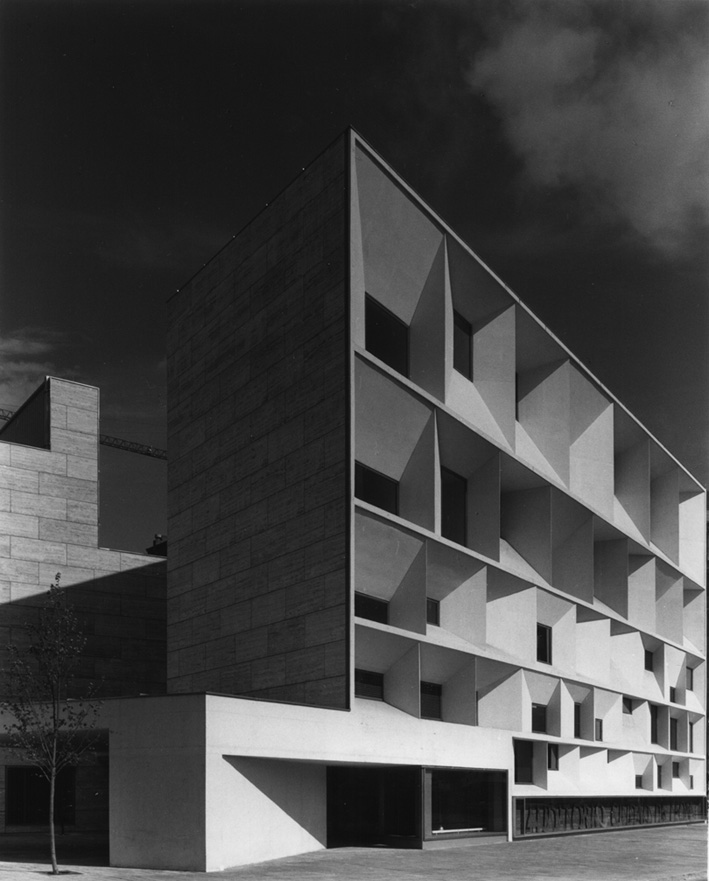
Auditorio de León
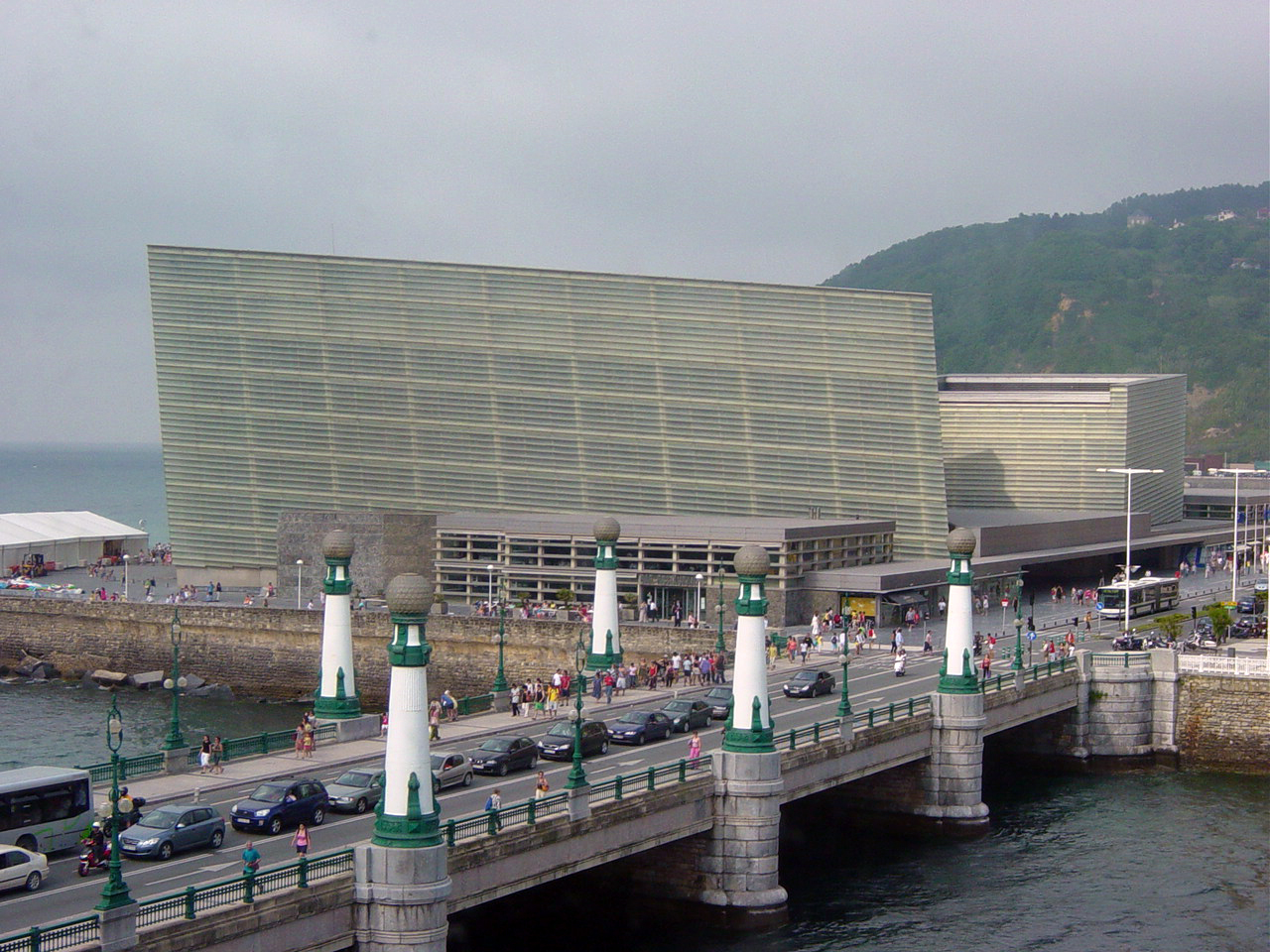
Palacio de Congresos y Auditorio Kursaal
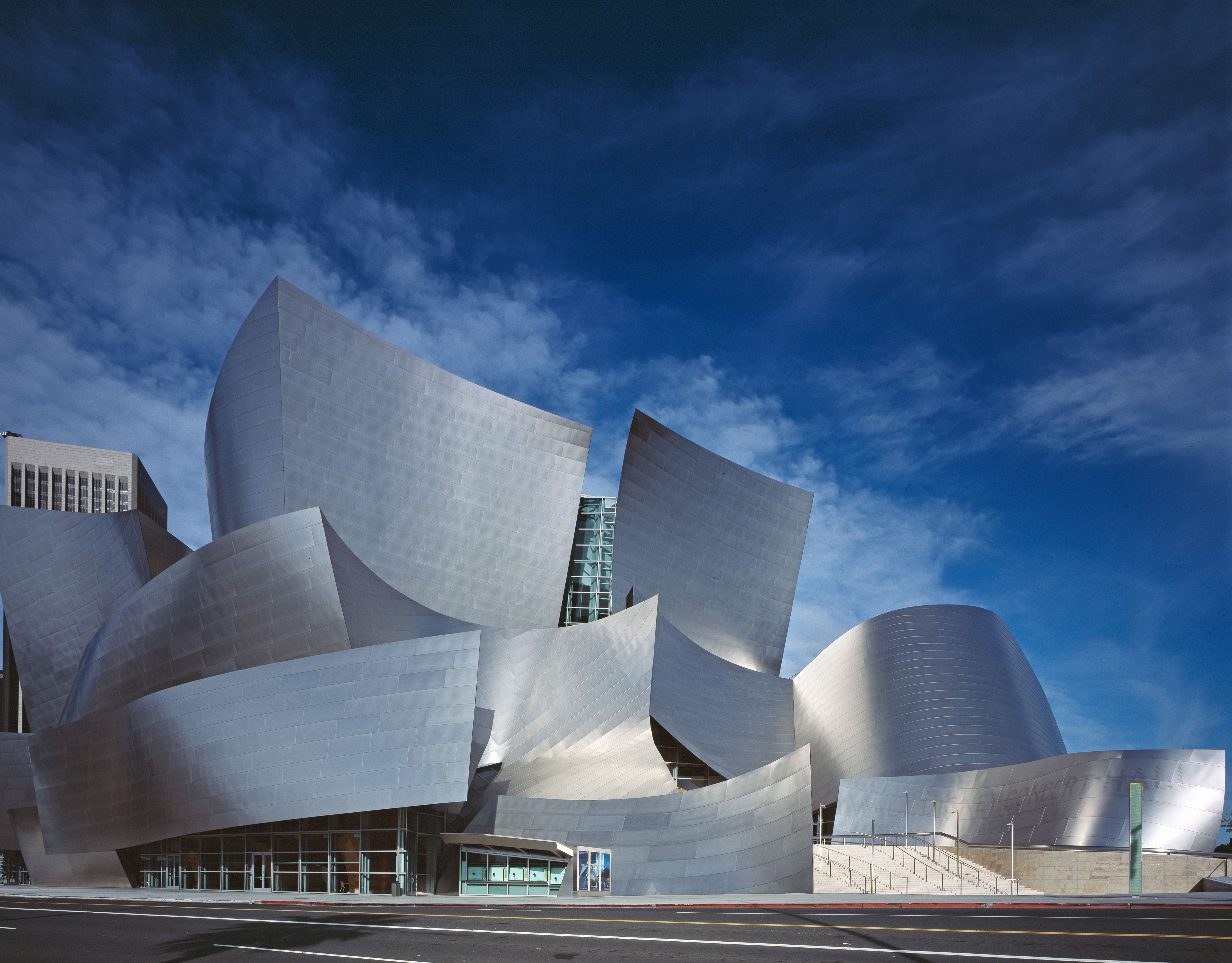
Walt Disney Concert Hall
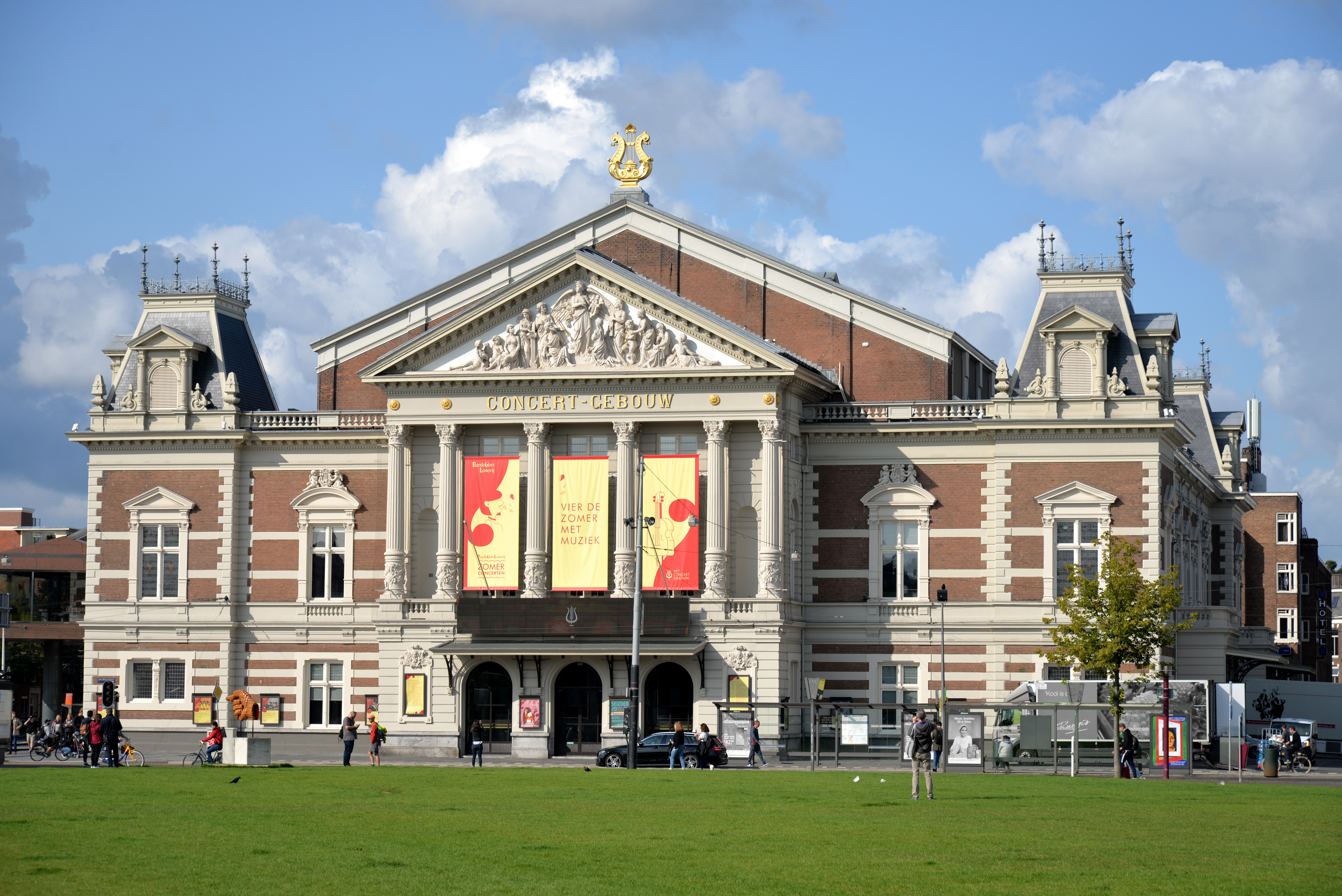
Concertgebouw